# Guido Bonatti
Pour les articles homonymes, voir Bonatti.
Gui Bonatti (né vers 1210 à Forlì, mort après 1296), astrologue italien du XIIIe siècle, se fit une réputation assez étendue, en affectant une manière de vivre éloignée des usages. Dante Alighieri en fait l’un des personnages de la Divine Comédie.

## Biographie
En 1233 à Bologne, il sortit vainqueur d’une controverse avec le frère Giovanni Schio de Vicence, qui soutenait que l’astrologie était un mensonge. Il eut encore le dessus lors d’un débat à Forlì avec le franciscain Hugues de Reggio (dit Ugo Paucapalea). Il fut astrologue auprès de plusieurs princes, dont l’empereur Frédéric II, le condottiere Ezzelino III da Romano, Guido Novello da Polenta et Gui de Montefeltre. Il fut même au service des villes libres de Florence, Sienne : ainsi en 1260, Bonatti fut garant d’une alliance entre ces deux cités. À cette occasion, il prédit la victoire des Gibelins à la bataille de Montaperti.
Bonatti, sur la fin de ses jours, entra dans l’ordre des franciscains, et mourut vers l’an 1300.
Le mythe du voyant Bonatti gagna encore de l’ampleur sous la plume des compilateurs des XVe et XVIe siècles, « dont la crédulité égalait la patience » selon la Biographie universelle de  Michaud. L’un des plus caractéristiques de ces récits est le suivant. En 1282, le pape Martin IV obtint l’envoi de troupes françaises contre Forlì, ville de Romagne défendue par Guillaume VII de Montferrat où Bonatti s’était retiré. La ville était sur le point de capituler, quand Bonatti annonça au comte qu’il repousserait l’ennemi dans une sortie, mais qu’il y serait blessé. L’événement justifia la prédiction, et le comte, qui avait porté avec lui les objets nécessaires au pansement de la blessure qu’il devait recevoir, se trouva fort bien de cette précaution. Après un long siège, les Français subirent une défaite cuisante surtout grâce à l’habileté stratégique de Gui de Montefeltre, alors chef des milices urbaines, et au conseiller Bonatti : l’épisode de la bataille de Forlì est d’ailleurs rapporté par Dante Alighieri dans sa Divine Comédie. Selon une tradition locale, Bonatti possédait son propre laboratoire dans les cryptes de l’abbaye San Mercuriale et il aurait dirigé la résistance contre les Français du haut du campanile.

## Œuvres
À partir de 1277, il composa une somme astrologique intitulée Liber decem continens tractatus astronomiæ, dont il subsiste quelques exemplaires, et qui connut au moins trois éditions imprimées : celles de 1491, de 1506 et de 1550, preuve du crédit que l’on attachait à ce texte bien après la mort de l’auteur. Passant brièvement sur les développements proprement mathématiques, Bonatti y expose les fondements et les principaux résultats du système géocentrique dit « de Ptolémée », et y ajoute ses propres recherches et observations. Bonatti s’attribue le mérite d’avoir distingué 700 étoiles jusqu’alors inconnues.
Ses ouvrages d’astrologie ont été recueillis par Jacques Cauterus, et imprimés en volume in-quarto sous le titre de Liber astronómicas, par Erhard Ratdolt à Augsbourg en 1491. Cette édition, belle et rare, a été publiée par les soins de Jean Engel (Joh. Angélus ), d’Aicha en Bavière.

### Traductions modernes
- De Astronomia Tractatus X Universum quod ad iudiciariam rationem nativitatum, Bâle, 1550. Trad. angl. par Benjamin Dykes, Book of Astronomy, Cazimi Press ;

ou par traités : traité 1.3 (Bonatti on Basic Astrology, Cazimi Press, 2010, 274 p.), traités 4, 8.1, 10 (Bonatti on Mundane Astrology), traité 5 (Bonatti’s 146 Considerations), traité 6 (Bonatti on Horary, Cazimi Press, 2010, 306 p.), traité 7 (Bonatti on Elections), traité 8.2 (Bonatti on Lots), traité 9 (Bonatti on Nativities.)
• Liber Astronomiae traduction du latin en français de l'édition de 1550 par Patricia Depasse l’ouvrage est édité chez Lulu.com 
Volume I : Livre 1 Généralités ; Volume II : Livres 2 et 3 Interrogations et élections ; Volume III : Livre 4 Révolution et années du monde ; Volume IV : Livre 5 et 6 Les nativités. 
).

## Sources
- Biographie universelle ancienne et moderne : histoire par ordre alphabétique de la vie publique et privée de tous les hommes, 1811, 1re édition en 85 volumes avec les suppléments.